# Гайдарбеков, Загир Зайналханович
Загир Зайналханович Гайдарбеков (7 марта 1963, с. Эрпели, Буйнакский район, Дагестанская АССР, РСФСР, СССР) — советский и российский спортсмен, специализируется по ушу, двукратный чемпион мира по ушу-саньда, 2-х кратный чемпион СССР.

## Биография
Ушу-саньда начал заниматься в 1989 году в Буйнакске. Является первым чемпионом СССР по ушу. Является двукратным чемпионом мира.

## Спортивные достижения
- Чемпионат СССР по ушу 1990 — ;
- Чемпионат СССР по ушу 1991 — ;
- Кубок Европы по ушу 1993 — ;
- Чемпионат мира по ушу 1993 — ;
- Чемпионат мира по ушу 1995 — ;

## Личная жизнь
В 1981 году окончил среднюю школу №7 в Буйнакске. По национальности — кумык.